# Nateo
Nateo o Nath Í (Leyney, VI secolo – Achonry, VI secolo) è stato un vescovo irlandese, ritenuto il primo vescovo e principale santo patrono di Achonry; il suo culto fu confermato da papa Leone XIII nel 1898.

## Biografia
Non esistono biografie su questo santo né in latino, né in irlandese: le sole contraddittorie informazioni su questo personaggio sono desumibili dalle vite di altri santi irlandesi (Attracta, Finniano, Fechin).
Pur essendo onorato come patrono e primo vescovo di Achonry, in tutte le fonti antiche è ricordato come prete.

## Culto
La sua festa, insieme a quella di san Fedlimino, è citata al 9 agosto negli antichi martirologi di Oengus, di Tallaght, di Gorman e del Donegal.
Il suo culto come santo fu confermato da papa Leone XIII con decreto del 19 giugno 1902.
Il suo elogio si legge nel martirologio romano al 9 agosto.